# Медаль Победы (Южная Африка)
Медаль Победы (англ. Victory Medal) — южноафриканская награда, версия британской медали Победы, награды  учреждённой для военнослужащих Великобританией, её колоний и доминионов, сражавшихся на полях Первой мировой войны. Медаль, никогда не присуждаемая отдельно, вручалась всем тем южноафриканцам, которые были награждены Звездой 1914–1915 годов или Британской военной медалью.

## Учреждение
Медаль Победы, также известная как Межсоюзническая медаль Победы, была учреждена в ознаменование победы союзников в Великой войне в соответствии с рекомендацией межсоюзнического комитета в марте 1919 года. Награждение аналогичной медалью своих ветеранов каждой союзной страной было сделано для предотвращения массового обмена боевыми медалями.
Та же лента и варианты основного дизайна медали и формулировки на реверсе были приняты Бельгией, Бразилией, Кубой, Чехословакией, Францией, Грецией, Италией, Японией, Польшей, Португалией, Румынией, Сиамом, Южной Африкой, Соединенным Королевством с её колониями и доминионами и Соединенными Штатами Америки.
Британская версия медали Победы вручалась британским солдатам, а также бойцам из доминионов Канады, Австралии, Новой Зеландии, Индийской империи и колониальным войскам.
Южно-Африканский Союз учредил свою собственную версию медали Победы, идентичную британской на лицевой стороне, но с надписью на оборотной стороне на английском и голландском языках, двух официальных языках Южной Африки в то время. По приоритету ношения обе версии имеют одинаковое положение.

## Критерии награждения
Получатели должны были воевать на театр военных действий в период с 5 августа 1914 года (на следующий день после объявления Великобританией войны Германской империи), и до перемирия от 11 ноября 1918 года, обе даты включительно. Медаль никогда не вручалась отдельно, а только тем, кто был награждён либо Звездой 1914, либо Звездой 1914–1915, либо Британской военной медалью.

## Описание награды

### Медаль
Медаль представляет собой бронзовый диск диаметром 36 миллиметров с прозрачным лаковым покрытием. Имеет следующую дизайн:
- На аверсе изображена крылатая фигура Ники, с вытянутой левой рукой и с пальмовой ветвью в правой.[1][5]
- На реверсе надпись «THE GREAT WAR FOR CIVILISATION» тремя строками вверху и «DE GROTE OORLOG VOOR DE BESCHAVING» тремя строками снизу, с надписями на английском и голландском языках, разделенными «•••••» и с годами «1914-1919» внизу. Всё это окружено лавровым венком.[1]

### Лента
Лента шириной 38 миллиметров. Изготовлена из разбавленного шёлка с изображением двойной радуги, фиолетовой по краям и переходящей в красный цвет в центре. Крепится к медали через кольцо-подтяжку.
Получатели, которые были упомянуты в донесениях в период с 4 августа 1914 года по 10 августа 1920 года, носили эмблему грозди дубовых листьев на ленте медали с уменьшенной версией на перекладине ленты, заменяющей медаль.

## Порядок ношения
Как и на территории всей Британской империи, порядок ношения звёзд и медалей кампании Первой мировой войны был следующий:
- Звезда 1914[англ.]
- Звезда 1914—1915
- Британская военная медаль
- Военная медаль торгового флота[англ.]
- Медаль Победы
- Военная медаль территориальных сил[англ.]

### Южная Африка
6 апреля 1952 года Южно-Африканский Союз учредил собственную линейку боевых наград и медалей. Их предписывалось носить перед всеми более ранними британскими наградами и медалями, присуждаемыми южноафриканцам, за исключением Креста Виктории, по-прежнему имевшего приоритет перед всеми другими наградами. Из медалей Первой мировой войны, учреждённых для южноафриканцев, приоритет имела именно медаль Победы.